# Rijksstad Konstanz
Konstanz was tot 1548 een tot de Zwabische Kreits behorende rijksstad binnen het Heilige Roomse Rijk.

## Konstanz als bisschoppelijke stad
Omstreeks 590 werd Konstanz op initiatief van de Alemannische hertog tot bisschopszetel verheven. Het bisdom Konstanz werd het grootste bisdom binnen het Duitse Rijk ('Heilige Roomse Rijk der Duitse natie') en omvatte ook grote delen van het tegenwoordige Zwitserland. De vestiging van kooplieden bij het bisschoppelijk complex kreeg omstreeks 900 marktrechten. Keizer Hendrik VI verleende de burgerij in 1192 een beschermingsbrief, waardoor ze in principe vrijgesteld werd van alle bisschoppelijke belastingen. De steun die de stad verleende aan keizer Frederik II leverde de stad het recht op om een stadsraad te kiezen en deze wetten te laten uitvaardigen. Ondanks de overeenkomst met de bisschop in 1236 over de stedelijke rechten (in 1237 werd de stad voor het eerst als rijksstad aangeduid), kwam het toch tot zware conflicten. In 1255 werd de stad gedwongen toe te geven aan de bisschop en af te zien van zijn eigen stadsraad.

## Konstanz als vrije rijksstad
Pas in het begin van de veertiende eeuw slaagde de stad erin zijn autonomie te herwinnen. Als zelfstandige stad voerde Konstanz een actieve politiek. In 1312 werd er een verbond gesloten met de rijkssteden Sankt Gallen, Schaffhausen en Zürich. Na 1388 was er een bond van rijkssteden rond de Bodensee onder leiding van Konstanz. Van 1414 tot 1418 was de stad het middelpunt van Europa, toen er het Concilie van Konstanz plaatsvond. In deze bloeitijd van de stad vond er intern een hevige strijd plaats tussen het patriciaat en de gilden, waarin in 1420 een eind kwam door een vergelijk. In 1417 verpandde keizer Sigismund de Thurgau aan de stad, waardoor de mogelijkheid ontstond om een eigen territorium te vormen. Door de deelname aan oorlogen in Zwitserland verloor de stad de Thurgau echter in 1499. Pogingen om deel te gaan uitmaken van de Eedgenoten mislukten, waardoor Konstanz tijdens de vorming van Zwitserland een grensstad werd.

## De Reformatie en het einde van de rijksvrijheid
Spoedig na het ontstaan van de reformatorische stromingen sloot de stad zich bij de Reformatie aan. De bisschop verliet daarop in 1526 de stad en vestigde zijn residentie in Meersburg. De stad ging deel uitmaken van het Schmalkaldisch Verbond en dat leidde tot haar ondergang. In 1547 verloor de bond de slag bij Mühlberg van keizer Karel V. Omdat de stad op advies van Zürich de vredesonderhandelingen vertraagde, brak de keizer de onderhandelingen af en sprak de Rijksacht over de stad uit. In 1548 capituleerde de stad en werd gedwongen zijn rijksvrijheid op te geven. De stad kreeg een Oostenrijks garnizoen en de leidende protestanten emigreerden.

## Konstanz als onvrije stad
Van 1548 tot 1805 was een Konstanz een rijksvoogdijstad. Het Oostenrijkse bewind stelde boven de burgemeester een stadshoofdman aan, maar liet een groot deel van de stedelijke autonomie verder bestaan. Konstanz was voortaan een deel van Voor-Oostenrijk.
De hervormingsmaatregelen van keizer Jozef II, die van Oostenrijk een meer gecentraliseerde staat moesten maken, maakten een eind aan de stedelijke autonomie.
In artikel 8 van de Vrede van Presburg van 26 december 1805 droeg Oostenrijk de stad over aan het keurvorstendom Baden.